# トヨタ・スプリンターマリノ
スプリンターマリノ（SPRINTER MARINO）は、トヨタ自動車がかつて生産・販売していた4ドアハードトップ型の乗用車である。

## 概要
7代目（E100型）スプリンターシリーズの派生車として1992年5月に発売された。トヨタとしては初のコンパクト（スモール）クラスでの4ドアハードトップ（4ドアクーペ）モデルである。取扱ディーラーはトヨタオート店（現・ネッツ店）で、生産は関東自動車工業（現・トヨタ自動車東日本）横須賀工場で行われていた。
姉妹車にカローラ店扱いのカローラセレスがある。相違点はフロントノーズの造形とテールランプのデザインのみ。
スプリンターが8代目（E110型）にフルモデルチェンジした1995年以降も、本車はモデルチェンジされることなくE100型のまま生産が継続され、エンジン、トランスミッション、サスペンションなどの主要コンポーネンツのみE110型の部品を移植される形で、1998年7月まで生産が続けられた。

## 装備
- 全車メーカーオプションとして「エクストラパッケージ」が用意されていた。その中の装備の一つとして後のグラスコクピットの系譜となる「マルチインフォメーションディスプレイ」がある。これはメーターパネル左に設置された小型液晶モニターの事で、普段は、時刻のみ、または時刻と日付を表示しているが、車両に何らかの異常が起きたことをセンサーが感知すると警告音と共に液晶モニターに文字表示するというもの。この装備を搭載していたのは、E100型の中で当モデルとカローラセレスのみであった。
- ハードトップモデルでは珍しく、後ろのドアガラスが完全に下がる。
- 衝突安全性の向上のために、当時トヨタ自動車の設計標準化であった「CIAS」（サイアス）が採用されている。

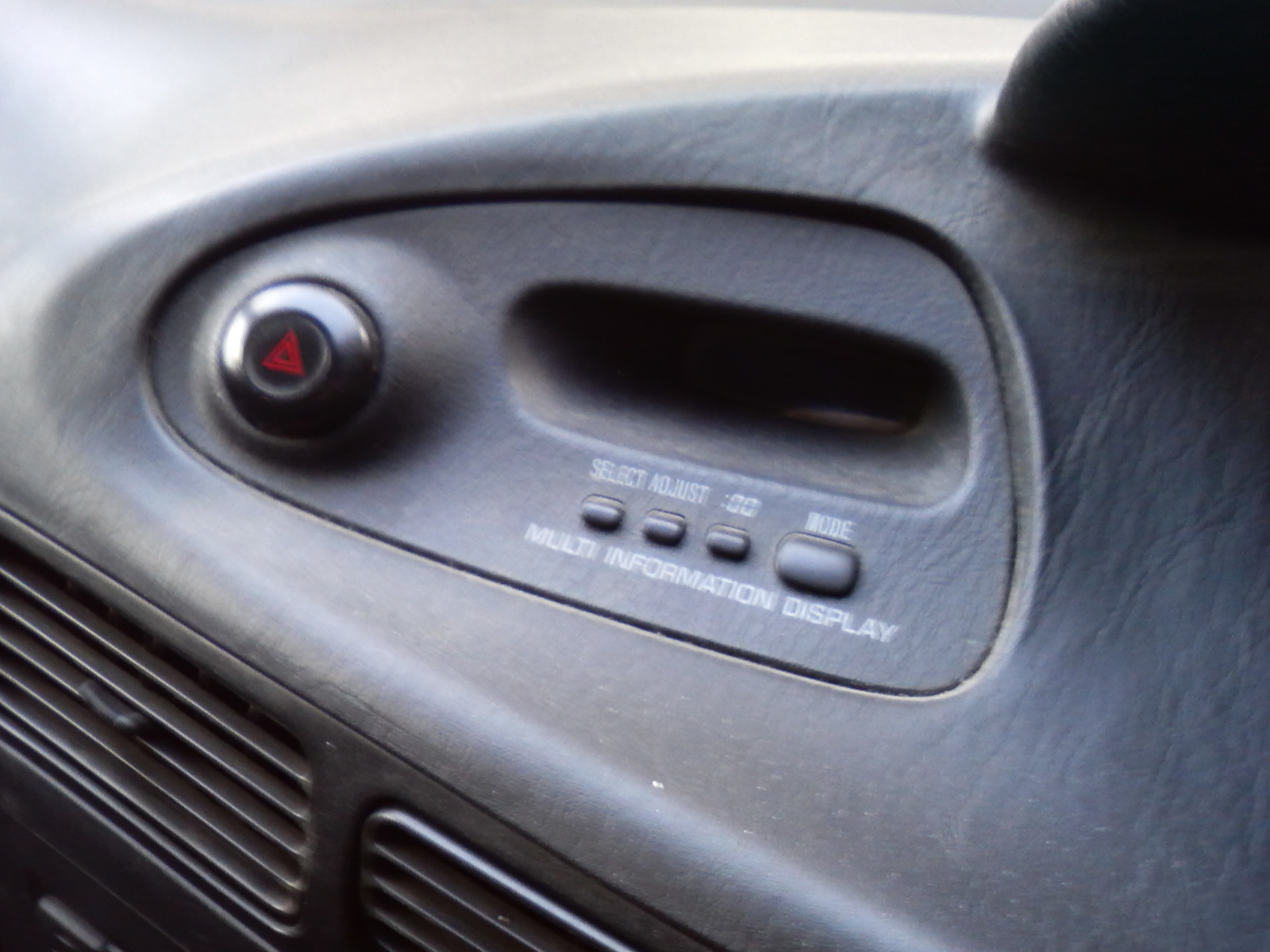
マルチインフォメーションディスプレイ （写真は前期型のカローラセレス）

## 年表
- 1992年5月 発売。CMでは藤井フミヤを起用。
  - グレードは5A-FE型 1.5 Lエンジン搭載のF type、4A-FE型 1.6 Lエンジン搭載のX type、スポーツ仕様の4A-GE型 1.6 Lエンジン搭載のG typeの3種類。トランスミッションは4速ATと5速MTが設定された。
- 1993年5月 E100型セダンならびにトレノのマイナーチェンジに伴う一部改良。
  - エアコンの冷媒にR134aが採用される。
  - G typeのパワーステアリングがプログレッシブタイプでなくなる。X typeはそのまま継続搭載。
  - F typeを除く全車に4スピーカーが標準搭載となる。
  - パワーウィンドウの運転席で操作するスイッチ4個のうち、照明付きが運転席側ウィンドウ作動用1個のみとなる。ただし、パワーウィンドウスイッチが付いているユニットは、前期、後期問わずそれごと付け替えることが可能である。
- 1994年5月 マイナーチェンジ。フロントバンパー、グリル、リアテールランプの意匠変更。
- 1995年5月 一部改良。モデルチェンジしたE110系セダンならびにクーペ（トレノ）との部品共通化によるエンジンスペックの変更など。
- 1997年5月 一部改良。G typeのMT車が6速化。メーカーオプションのアルミホイールのデザイン変更。
- 1998年
  - 7月[1] カローラセレスと共にオーダーストップに伴う生産の終了。在庫のみの対応となる。
  - 10月[2] 販売終了。1代限りでモデル廃止となった。販売終了前月までの新車登録台数は22万1083台[3]